# Siegmundt Tobias Caesar
Siegmundt Tobias Caesar (* 28. August 1763 in Bremen; † 10. März 1838 in Bremen) war ein Kaufmann und Bremer Senator.

## Biografie
Caesar war der Sohn des Weinhändlers und Ältermanns Clemens Albert Caesar (1724–1803) und seiner Frau Meta (1736–1795).
 
Er war verheiratet mit der Bürgermeistertochter Elisabeth von dem Busch (1769–1853); beide hatten vier Kinder.
Er wurde wie sein Vater Weinhändler, trat in die väterliche Weinhandlung ein und übernahm später die Firma, die große Schwierigkeiten in der Zeit der französischen Kontinentalsperre von 1806 bis 1813 hatte.
Von 1794 bis 1831 war er als Nachfolger von Arnold Brummer Bremer Ratsherr/Senator, er trat von seinem Amt zurück.